# NGC 7541
NGC 7541 (ook: NGC 7581) is een balkspiraalstelsel in het sterrenbeeld Pegasus. Het hemelobject werd op 30 augustus 1785 ontdekt door de Duits-Britse astronoom William Herschel.

## Synoniemen
- IRAS 23121+0415
- UGC 12447
- KCPG 678B
- MCG 1-59-17
- ZWG 406.30
- PGC 70795